# Stazione di Killarney
La stazione di Killarney è la stazione ferroviaria della linea Mallow–Tralee situata a Killarney nella contea di Kerry, Irlanda.
Si trova vicino alla stazione degli autobus e all'outlet di Killarney.

## Storia
La stazione fu aperta il 15 luglio 1853 con l'apertura del tronco Freemount-Killarney della linea proveniente da Mallow.
Nel 1859 fu aperta la prosecuzione per Tralee, tuttavia la stazione rimase con le strutture tipiche della stazione di testa in quanto il nuovo tratto ferroviario si dirama dalla località ferroviaria denominata Killarney Check, la quale è posta a poche centinaia di metri dalla stazione vera e propria. I treni devono quindi effettuare un'operazione di regresso sia in uscita dalla stazione per dirigersi verso Tralee Casement sia in ingresso, se provenienti dal medesimo scalo.

## Strutture ed impianti
Il piazzale è dotato di due binari, di cui uno solo accessibile dall'utenza grazie ad un marciapiede, ed è coperto da una tettoia in legno.
Al 2006 risultano ancora presenti l'originaria cabina del segnalamento, divenuta ridondante con l'introduzione del Comando Centralizzato del Traffico (CTC) sulla linea ferroviaria, e la torre dell'acqua, una costruzione in pietra e mattoni completa di cisterna.

## Movimento
La stazione è servita dai treni Intercity delle relazioni Tralee Casement – Mallow – Cork Kent e Dublino Heuston – Tralee Casement.

## Servizi
- Servizi igienici
- Biglietterie
- Distribuzione automatica cibi e bevande

## Interscambi
- Capolinea autolinee